# فلسفة خالدة
الفلسفة الخالدة، المعروفة أيضًا باسم الأزلية أو الحكمة الخالدة، تعبر عن مفهوم روحي ينظر إلى جميع التقاليد الدينية في العالم على أنها ذات حقيقة أو أصل ميتافيزيقي واحد نشأت منه كل المعارف والعقائد الدينية.
تعود جذور هذا المفهوم إلى اهتمام عصر النهضة بالأفلاطونية الجديدة وفكرتها عن الواحد الذي ينبع منه كل الوجود. سعى مارسيليو فيسينو (1433-1499) إلى دمج الهرمسية مع الفكر اليوناني واليهودي المسيحي.
أشار جيوفاني بيكو ديلا ميراندولا (1463-1494) إلى إمكانية العثور على الحقيقة في العديد من التقاليد، لا في اثنين منها فقط. ووجد توافقًا بين فكر أفلاطون وأرسطو، واكتشف جوانب مشتركة بين ثيولوجيا بريسكا وبين مؤلفات ابن رشد والقرآن والكابالا ومصادر أخرى. صاغ أغوستينو ستيوكو (1497-1548) مصطلح الفلسفة الخالدة.
يقوم تعريف الكونية الأكثر شيوعًا على فكرة أن جميع الأديان رغم الاختلافات الظاهرة تشير إلى نفس الحقيقة. نشر أتباع الفلسفة المتعالية في أوائل القرن التاسع عشر فكرة الحقيقة الميتافيزيقية والكونية التي ألهمت الموحدين (المسيحيين) فقاموا بالتبشير بين النخب الهندية. تمكنت الجمعية التصوفية مع نهاية القرن التاسع عشر من تعميم مفهوم الكونية لا في العالم الغربي فقط، بل في المستعمرات الغربية أيضًا. في القرن العشرين، عُمّم هذا المفهوم في العالم الناطق باللغة الإنجليزية من خلال المدرسة التقليدانية المستوحاة من الهندوسية الجديدة التي ناقشت وجود أصل ميتافيزيقي واحد للديانات الأرثوذكسية، ومن قبل ألدوس هكسلي وكتابه الفلسفة الخالدة المقتبس من الهندوسية الجديدة والمدرسة التقليدانية.

## التعريف

### عصر النهضة
نشأت فكرة الفلسفة الخالدة على يد عدد من علماء الدين في عصر النهضة استلهموا من الأفلاطونية المحدثة ومن نظرية المثل. ناقش مارسيليو فيسينو (1433-1499) وجود وحدة أساسية في العالم، الروح أو الحب، لها نظير في عالم الأفكار. وفقًا لجيوفاني بيكو ديلا ميراندولا (1463-1494)، تلميذ فيسينو، يمكن العثور على الحقيقة في العديد من التقاليد، لا في اثنين منها فقط (الروح أو الحب). وفقًا لأغوستينو ستيوكو (1497–1548) هناك جوهر واحد لكل الأشياء، والمعرفة واحدة ومشتركة بين جميع الشعوب.

### المدرسة التقليدانية
تُواصل المدرسة التقليدانية المعاصرة ذات المنحى العلمي هذا التوجه الميتافيزيقي. وفقًا للمدرسة التقليدانية، فإن الفلسفة الخالدة «حقيقة مطلقة ووجود أزلي». الحقيقة المطلقة هي الحكمة الخالدة التي تشكل المصدر الأعلى لجميع الأديان الأرثوذكسية في جوهرها. الوجود الأزلي هو الدين الخالد الكامن في قلب جميع الأديان الأرثوذكسية الجوهرية.
تنص الفلسفة الخالدة وفقًا لسوارس دي أزيفيدو على أن الحقيقة الكونية واحدة في جميع التقاليد الدينية الأرثوذكسية حول العالم وتشكل أساس العقيدة والعلوم الدينية. تتجلى هذه الحقيقة الكونية في كل دين عالمي مع اختلافات ظاهرية لتلبية الاحتياجات النفسية والفكرية والاجتماعية لثقافة معينة خلال فترة معينة من التاريخ. توصل الصوفيون إلى هذه الحقيقة على مر العصور وأحيَوا جوهر الأديان بعيدًا عن الشعائر الكاذبة.

### ألدوس هكسلي والكونية الصوفية
نشر ألدوس هكسلي، وهو أحد الكونيين، تفسيرًا عالميًا للديانات العالمية مستوحى من الهندوسية الجديدة لفيفي كاندا واستخدامه الخاص للعقاقير المخدرة.

يصف هكسلي في مقاله عام 1944 فرضية العمل الدنيا والخطوط العريضة للفلسفة الخالدة الموجودة في جميع الفروع الصوفية لأديان العالم:
هناك إله أو أساس هو الأصل الخفي لكل المظاهر.
هذا الأساس متفوق وقائم بذاته.
يمكن للبشر أن يحبوا ويعرفوا ويرتبطوا بهذا الأساس.
الغاية النهائية من الوجود البشري هي التوحيد وإدراك هذه الهوية العليا.
إذا أراد البشر بلوغ غايتهم النهائية، فعليهم إطاعة قانون محدد واتباع طريق واحد.

## الأصول
تنبع الفلسفة الخالدة من مزيج من الأفلاطونية المحدثة والمسيحية. تمتلك الأفلاطونية المحدثة أصولًا متنوعة في الثقافة التوفيقية في العصر الهلنستي، وقد كانت فلسفة مؤثرة طوال العصور الوسطى.

### العالم الكلاسيكي

#### العصر الهلنستي: التوفيق الديني
جلبت حملات الإسكندر الأكبر خلال العصر الهلنستي تبادلًا للأفكار الثقافية عبر معظم العالم المعروف في عصره. تمتزج الأسرار اليونانية الإليوسية والديونيزية مع بعض التأثيرات مثل عبادة إيزيس، والميثرائية، والهندوسية، إلى جانب بعض التأثيرات الفارسية. لم يكن هذا التبادل بين الثقافات جديدًا على اليونانيين؛ كان الإله المصري أوزوريس والإله اليوناني ديونيسوس مترادفين باسم أوزوريس ديونيسوس، وذلك من قبل المؤرخ هيرودوت في وقت مبكر من القرن الخامس قبل الميلاد.

#### العالم الروماني: فيلو الإسكندرية
حاول فيلو الإسكندرية (25 قبل الميلاد – 50 ميلادي تقريبًا) التوفيق بين المذهب العقلاني اليوناني والتوراة، ما ساعد على تمهيد الطريق للمسيحية مع الأفلاطونية المحدثة واعتماد العهد القديم مع المسيحية. ترجم فيلو اليهودية إلى مفردات في المبادئ الرواقية والأفلاطونية والفيثاغورثية الجديدة، واعتبر أن الله فوق العقل ولا يمكن الوصول إليه إلا من خلال النشوة، وأن الوسيط الروحي هو أداة المعرفة الأخلاقية والدينية.

#### الأفلاطونية المحدثة
نشأت الأفلاطونية المحدثة في القرن الثالث الميلادي واستمرت بعد فترة وجيزة من إغلاق الأكاديمية الأفلاطونية في أثينا في عام 529 ميلادي من قبل جستنيان الأول. تأثر الأفلاطونيون الجدد بشدة بأفلاطون وبالتقاليد الأفلاطونية التي ازدهرت خلال القرون الستة الفاصلة بين ظهور أول الأفلاطونيين الجدد وأفلاطون. تضمن عمل الفلسفة الأفلاطونية الحديثة وصف اشتقاق الواقع كله من أصل واحد هو «الواحد». أسسها أفلوطين وكان لها تأثير كبير عبر التاريخ. دُمِجت الأفكار الأفلاطونية الحديثة في الأعمال الفلسفية واللاهوتية للعديد من أهم المفكرين الإسلاميين والمسيحيين واليهود في العصور الوسطى.

### عصر النهضة

#### فيسينو وبيكو ديلا ميراندولا
اعتقد مارسيليو فيسينو (1433-1499) أن هرمس الهرامسة، المؤلف المفترض للمتون الهرمسية، كان معاصرًا لموزيس، ومعلمًا لفيثاغورس، ومرجعًا للفكر اليوناني واليهودي المسيحي. ناقش وجود وحدة أساسية في العالم، الروح أو الحب، لها نظير في عالم الأفكار. تجسد الفلسفة الأفلاطونية واللاهوت المسيحي هذه الحقيقة. تأثر فيسينو بمجموعة متنوعة من الفلاسفة، بما في ذلك مدرسية أرسطو ومختلف الكتابات المستعارة والصوفية. اعتبر فيسينو فكره جزءًا من تطور طويل للحقيقة الفلسفية لفلاسفة قدماء ما قبل أفلاطونيين من بينهم زرادشت، وهرمس الهرامسة، وأورفيوس، وأغلوفيموس، وفيثاغورس.
توسع هذا المسار الفكري بعد وفاة بيكو وفيسينو وشمل سيمفوريان شامبير وفرانشيسكو جورجيو.

#### ستيوكو

##### كتاب الفلسفة الخالدة 10
استُخدم مصطلح الفلسفة الخالدة لأول مرة بواسطة أغوستينو ستيوكو (1497–1548)، الذي استخدمه عنوانًا لـ كتاب الفلسفة الخالدة 10المنشور في عام 1540. يمثّل ستيوكو الجناح الليبرالي لعلم الكتاب المقدس واللاهوت في القرن السادس عشر، على الرغم من رفضه لوثر وكالفين.

## الانتشار

### الفلسفة المتعالية والكونية الموحدة
كان رالف والدو إمرسون (1803-1882) رائدًا لفكرة الروحانية باعتبارها مجالًا مميزًا منفصلًا. كان من الشخصيات الرئيسية في الفلسفة المتعالية التي كانت متأصلة في الرومانسية الإنجليزية والألمانية والنقد الكتابي لهيردر وشلايرماخر. في أواخر القرن الثامن عشر وأوائل القرن التاسع عشر، ظهرت الترجمات الأولى للنصوص الهندوسية. قرأها أتباع الفلسفة المتعالية وأثرت على تفكيرهم. أيد المتعالون الأفكار التي تقود إلى الكونية الموحدة، فكرة وجود حقيقة في الديانات الأخرى أيضًا، فالله المحب سوف يفدي جميع الكائنات الحية، لا المسيحيين فقط.

### الجمعية الثيوصوفية
بحلول نهاية القرن التاسع عشر، انتشرت فكرة الفلسفة الخالدة على يد قادة الجمعية الثيوصوفية مثل هيلينا بتروفنا بلافاتسكي وآني بيزنت تحت اسم الحكمة القديمة.
اهتمت الجمعية الثيوصوفية بالأديان الآسيوية وجذبت انتباه الجمهور الغربي لهذه الأديان.

### الهندوسية الجديدة
يتأثر العديد من المفكرين المعمرين (بمن فيهم أرمسترونغ وهستون سميث وجوزيف كامبل) بالمصلح الهندوسي رام موهان روي والصوفيين الهندوسيين راماكريشنا وسوامي فيفيكاناندا،  الذين سيطروا على المفاهيم الغربية للعالمية واعتبروا الهندوسية رمزًا للفلسفة الخالدة. أثرت هذه الفكرة على المفكرين الذين اقترحوا نسخًا من الفلسفة الخالدة في القرن العشرين.
تأثر كل من روي وراماكريشنا وفيفيكاناندا بمدرسة أدفايتا الهندوسية واعتبروها مثالًا على التدين الهندوسي الكوني.